# Milewskie (gromada)
Milewskie – dawna gromada, czyli najmniejsza jednostka podziału terytorialnego Polskiej Rzeczypospolitej Ludowej w latach 1954–1972.
Gromady, z gromadzkimi radami narodowymi (GRN) jako organami władzy najniższego stopnia na wsi, funkcjonowały od reformy reorganizującej administrację wiejską przeprowadzonej jesienią 1954 do momentu ich zniesienia z dniem 1 stycznia 1973, tym samym wypierając organizację gminną w latach 1954–1972.
Gromadę Milewskie z siedzibą GRN w Milewskich utworzono – jako jedną z 8759 gromad – w powiecie monieckim w woj. białostockim, na mocy uchwały nr 19/V WRN w Białymstoku z dnia 4 października 1954. W skład jednostki weszły obszary dotychczasowych gromad Milewskie, Chobotki, Łękobudy, Kąty i Kujbiedy ze zniesionej gminy Kalinówka w tymże powiecie. Dla gromady ustalono 10 członków gromadzkiej rady narodowej.
31 grudnia 1959 z gromady Milewskie wyłączono wsie Kąty i Kujbiedy oraz kolonie Andrzejów i Wyręby włączając je do gromady Jasionówka, po czym gromadę Milewskie zniesiono, włączając jej (pozostały) obszar do nowo utworzonej gromady Zofiówka.